# Монсен Мьельде, Оле
Оле Монсен Мьельде (норв. Ole Monsen Mjelde; 12 сентября 1865, Остерёй, Хордаланн — 7 марта 1942, там же) — норвежский политический и государственный деятель. Министр труда Норвегии, министр продовольствия Норвегии.

## Биография
Фермер. В 1886 году окончил школу унтер-офицеров в Бергене. Служил в армии.
С 1910 года избирался депутатом норвежского парламента - Стортинга. В 1919–1920 годах возглавлял одельстинг, одну из двух палат парламента.
Член руководства Либеральной партии Норвегии.
Занимал пост министра труда в 1920, 1921–1923, 1924–1926, 1928–1931 и 1933–1935 годах. Кроме того, работал министром продовольствия в 1921 году.
Председатель парламентской избирательной комиссии (1927).
Член Комитета по управлению водными путями и электричеством, генеральный директор Управления с 1932 г.